# Frans Floris

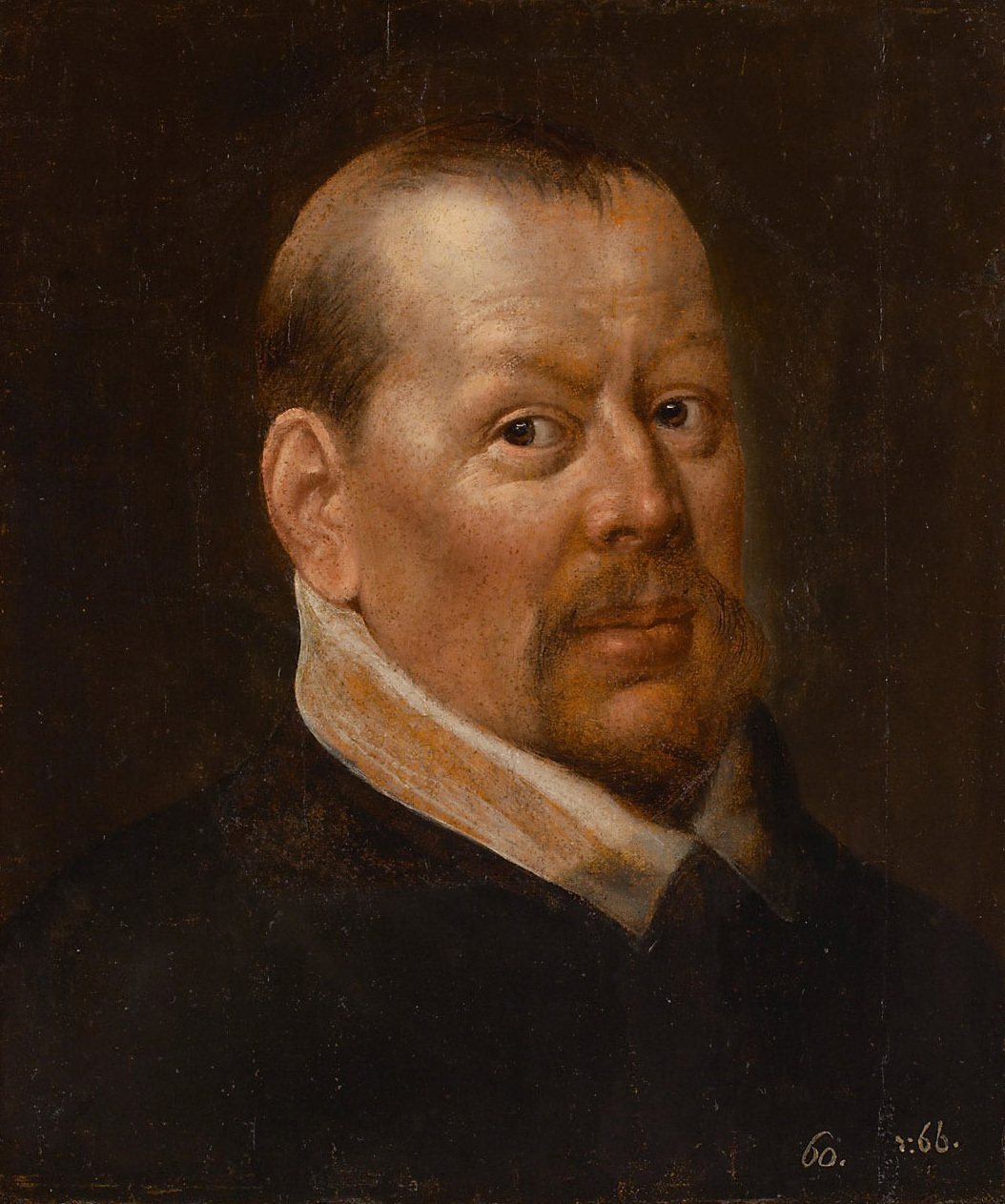
Porträt von Frans Floris, um 1560/65, KHM, Wien

Frans Floris de Vriendt I. (* 1516 [zwischen 17. April 1515 und 1. Oktober 1520] in Antwerpen; † 1. Oktober 1570 ebenda) war ein flämischer Maler und zusammen mit seinem Bruder, dem Bildhauer und Architekten Cornelis Floris II., maßgeblich beteiligt an der Herausbildung der nordischen Renaissance.

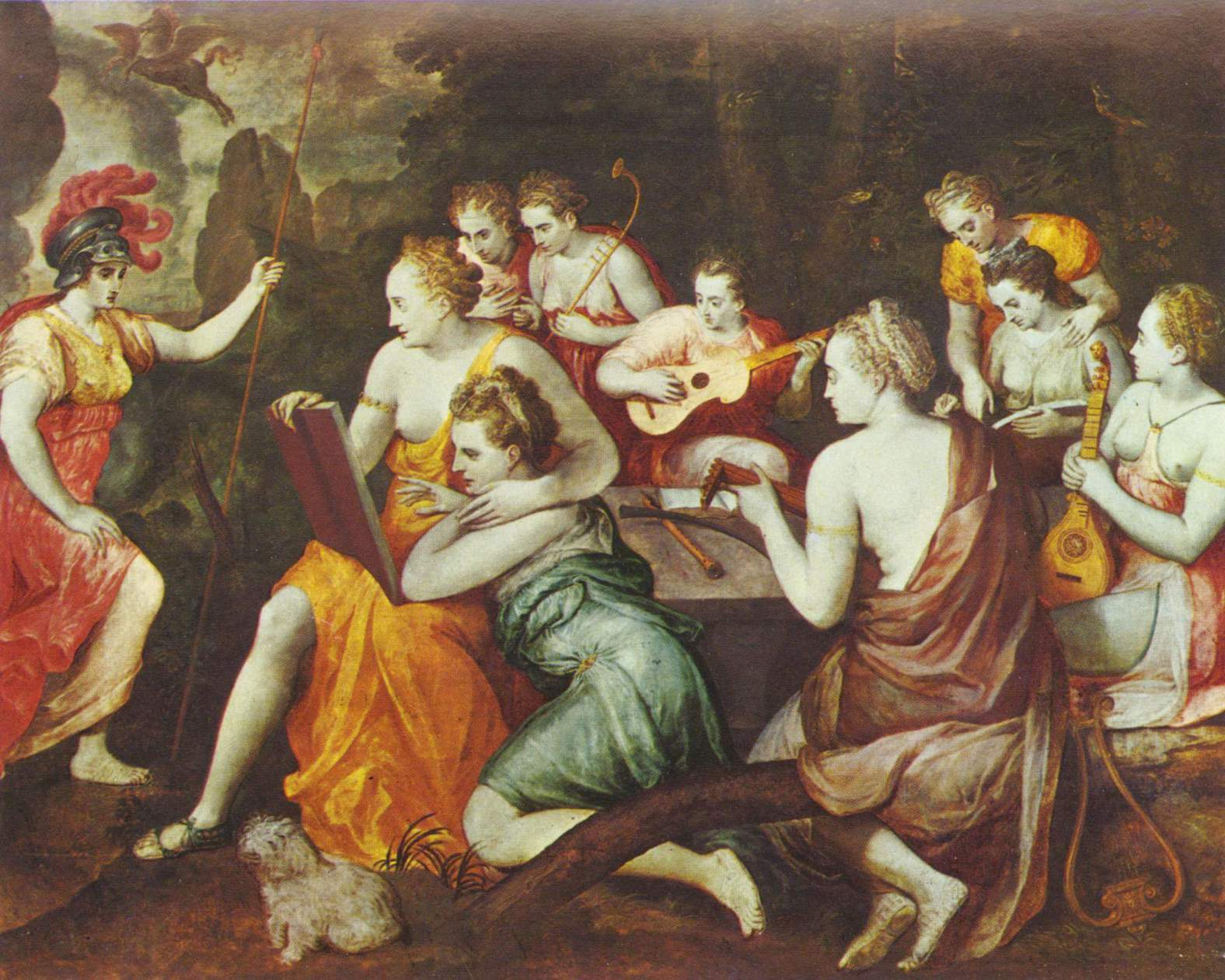
Athene bei den Musen

## Leben
Floris sollte Bildhauer werden, lernte aber dann die Malerei bei Lambert Lombard in Lüttich und wurde 1540 Meister in Antwerpen. Dann ging er wie sein Bruder Cornelis II. nach Rom, wo beide sich besonders unter dem Einfluss Michelangelos und Vasaris weiter ausbildeten.
Nach Antwerpen zurückgekehrt, erkannte er, dass die italienische Auffassung von Malerei auch eine neuartige Produktionsform erforderte. Er baute ein Atelier auf, das sich nach Karel van Manders Schilder-Boeck zu einer Bilderfabrik mit über 100 Helfern und Gesellen und ausgefeilter Arbeitsteilung entwickelte. So wurden Kopfstudien angelegt, die von den Gehilfen nur übertragen werden mussten, woraus sich die bisweilen erkennbare Stereotypie von Profilen ergab. Bald nannte man Frans Floris den „niederländischen Raffael“, aber auch dies kann Bestandteil seiner erfolgreichen Selbstvermarktung gewesen sein, zu der es auch gehörte, dass seine Bilder von Hieronymus Cock, Cornelis Cort und Theodor Galle alsbald in Kupfer gestochen und dadurch weit verbreitet wurden. Sein Bruder Cornelis II. baute Frans Floris ein prunkvolles Haus, das mit Bildern der Sieben freien Künste geschmückt war, jedoch nicht erhalten ist. Alkoholkrankheit beeinträchtigte zunehmend seine Schaffenskraft. Er verstarb, während er an einer riesigen Kreuzigung und einer ebenso großen Auferstehung für einen spanischen Auftraggeber arbeitete.

## Werk

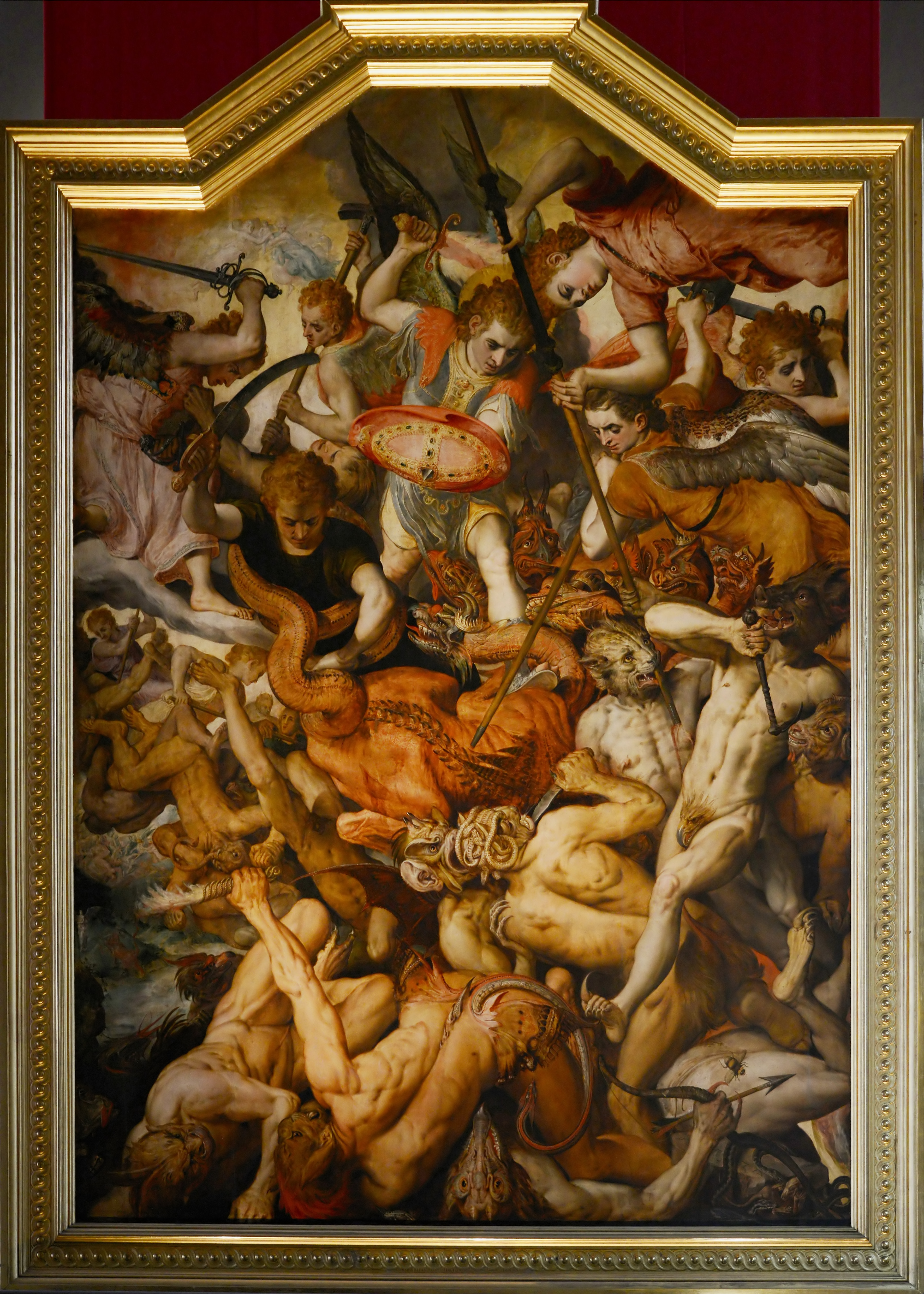
Sturz der rebellischen Engel, 1554, Museum der schönen Künste, Antwerpen

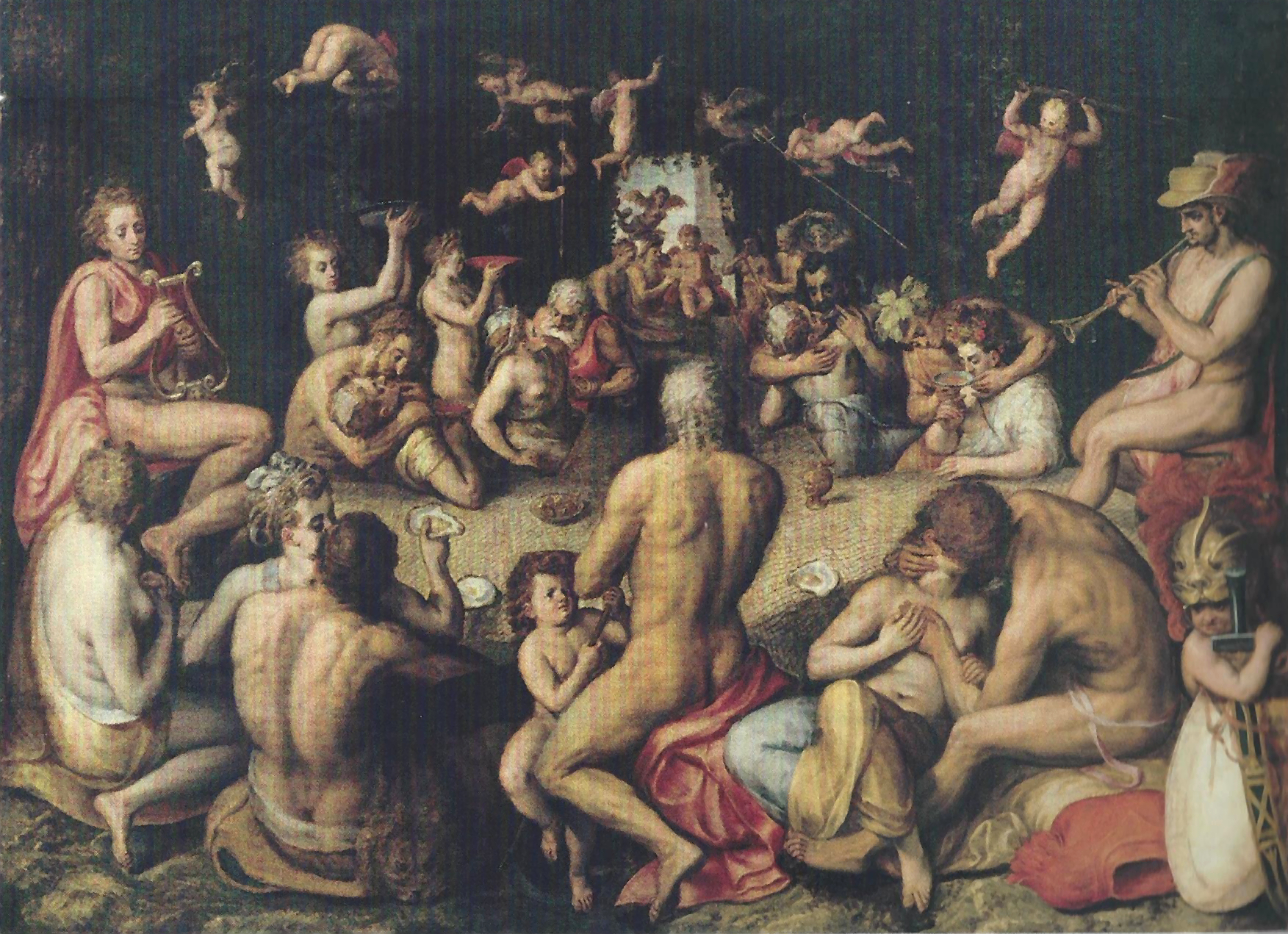
Göttermahl, mit mehreren typischen Rückenakten

Von der überaus umfangreichen Produktion Frans Floris ist nicht sehr viel erhalten. Zum Teil fielen seine Bilder dem Bildersturm zum Opfer, zum anderen wurden sie in späterer Zeit weniger geschätzt. Der Einfluss von Floris ist sehr groß und ist keinesfalls nur auf ästhetisch-stilistischer Ebene, sondern vor allem auch in der arbeitsteiligen Produktionsweise von Kunst zu sehen. Das ebenfalls riesige Atelier eines Peter Paul Rubens ist ohne Frans Floris Vorläufertum nicht vorstellbar. Floris liebte die zusammengedrängten Körpermassen, zeichnete sich durch recht gute anatomische Kenntnisse aus, neigte aber auch hier zur Stereotypie immer gleicher oder ähnlicher athletischer Männerrücken und Profile. Unter dem Einfluss vor allem von Franz Theodor Kugler, der Floris Gemälde Lot und seine Töchter als „ekelhaft“ bezeichnete, etikettierte Kuglers Schüler Jacob Burckhardt den Sturz der rebellischen Engel ebenfalls als „ekelhaft“ – ein Urteil, das mehr über den Geschmack des 19. Jahrhunderts sagt als über Frans Floris. Bereits 1916 wurde resümiert: „Kennzeichnend sind für Floris überschlanke Figuren und kleine Köpfe, reich aber schwunglos gefältelte antike Gewänder und geistreiche, kühne Pinselführung. In der Beherrschung der italienischen Formenwelt übertrifft er alle seine Vorgänger. Von weittragender Bedeutung für die Folgezeit sind seine lockere, breite Malweise, seine individuelle Kompositionsart, und der Stil seiner seltenen, das Individuelle scharf erfassenden großzügigen Bildnisse.“:124 Die häufig bei Floris anzutreffende Darstellung musikalischer Ereignisse findet sich auch bei seinem Schüler Frans Francken der Ältere, dem Vater des berühmteren Frans Francken der Jüngere wieder.

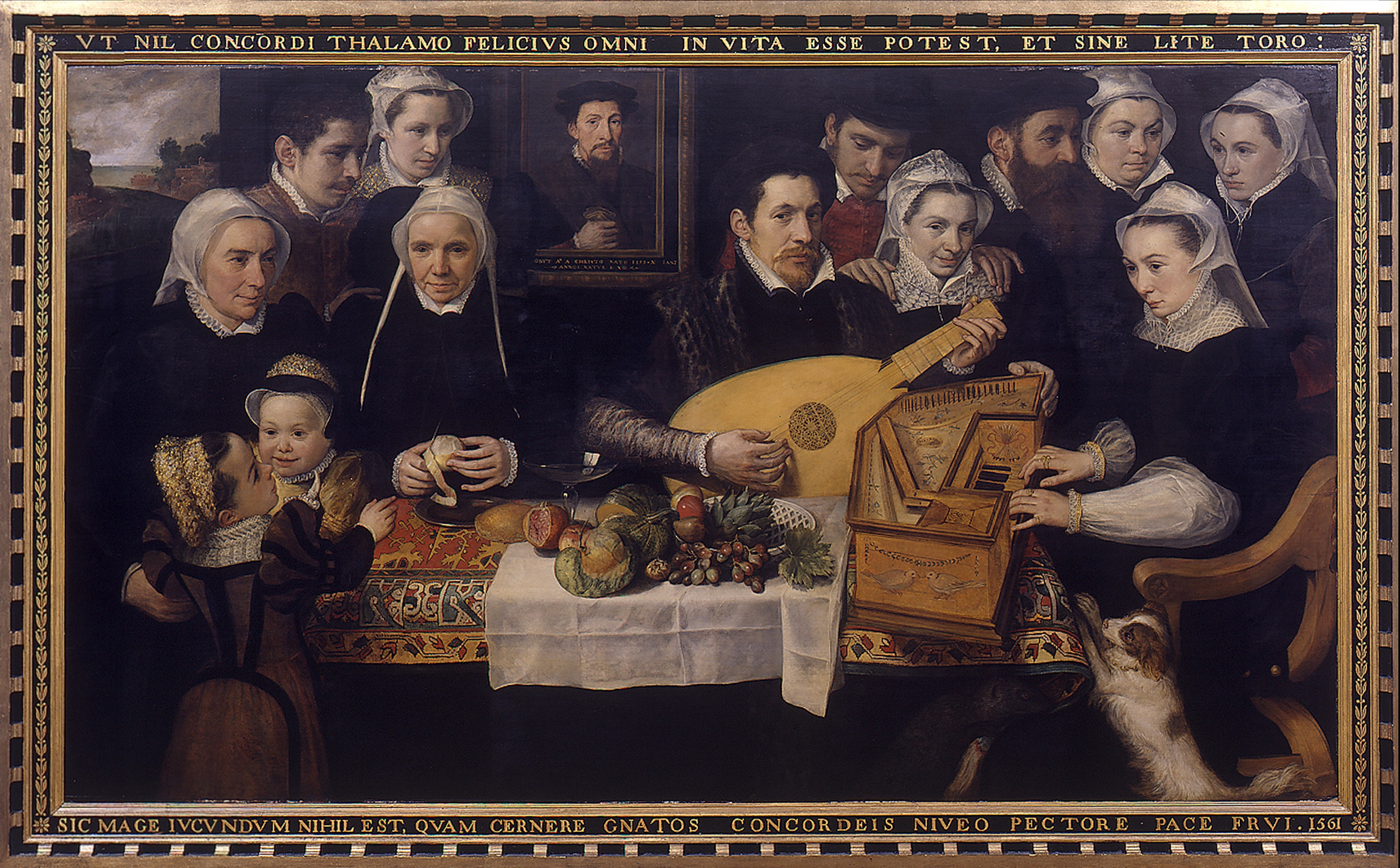
Porträt der Familie van Berchem